# Hesperothripa
Hesperothripa is een geslacht van vlinders van de familie visstaartjes (Nolidae).

## Soorten
- H. dicyma Hampson, 1912